# Hanna Suchocka
Hanna Stanisława Suchocka (va néixer 3 d'abril de 1946 a Pleszew) és una política polonesa. Membre de Stronnictwo Demokratyczne, Solidarność, Unió Democràtica i Unió de la Llibertat. Primera Ministra de Polònia des de 1992 fins a 1993. Ministeri de Justícia en el govern de Jerzy Buzek des de 1997 fins a 2001. Des de 2001 fins a 2013 ambaixadora de Polònia davant la Santa Seu.
Les seves investigacions científiques se centren en les qüestions relatives a l'estat de dret, els sistemes d'organització de l'Estat i els drets humans.
Ha rebut la medalla d'or de la Fundació "Jean Monnet" (Lausana), per la seva activitat a favor de la integració i els drets humans. És Premi de la Pau 1994 per la Fundació Max Schmidheiny.